# Laguna La Angostura

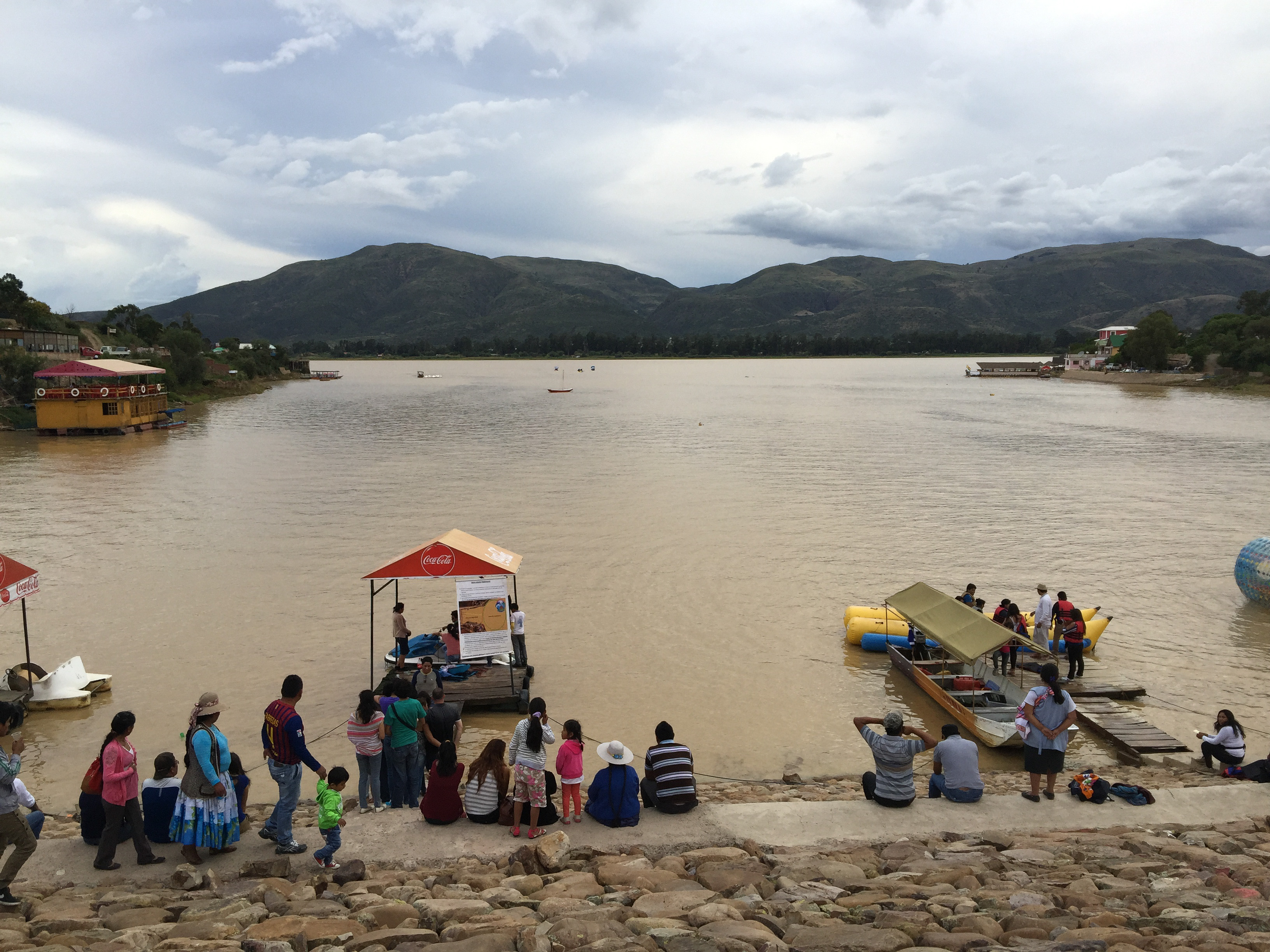
Barcos en la laguna Angostura.

La laguna La Angostura es una laguna artificial en Bolivia, ubicada en los municipios de Arbieto y Tolata, en las provincias de Esteban Arze y Germán Jordán respectivamente, en el departamento de Cochabamba. 
Su nombre oficial es «Represa México», y está ubicada a 17 km de la ciudad de Cochabamba, a una altitud de 2700 m sobre el nivel del mar. Tiene unas dimensiones máximas de 9,7 km de largo por 2 km de ancho y una superficie de 10,5 km².
La laguna se caracteriza por su forma alargada y por ser uno de los sitios de turismo local, ya que se puede acampar en cabañas construidas en sus orillas y pescar. Hay restaurantes con comida criolla en la represa La Angostura que atienden los fines de la semana. Los visitantes pueden conseguir transporte público desde la plaza principal de la ciudad de Cochabamba.

## Historia
Desde 1928, en esta zona se realizaron estudios para la construcción de una represa que permita acumular el agua en el sector y que sirva de riego para los sembradíos de Quillacollo, Colcapirhua, Tiquipaya y Cochabamba, además de beneficiar a los mismos municipios de Arbieto y Tolata.
Se construyó con la cooperación del gobierno de México y se inauguró el 9 de enero de 1945, fue la primera y la más grande represa construida en el país, con la finalidad de proveer agua para riego. Contiene unos 75 millones de metros cúbicos de agua almacenada para el riego, en las regiones del Valle Alto, Valle Central y Valle Bajo del departamento de Cochabamba.